# Zeenat Aman

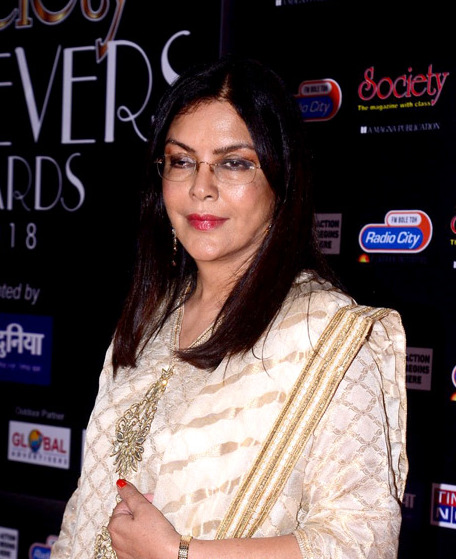
Zeenat Aman (2018)

Zeenat Aman (Urdu زینت اَمن; Hindi ज़ीनत अमान Zīnat Amān; * 19. November 1951) ist ein indisches Model und Filmschauspielerin.

## Leben
Zeenat Aman begann ihre Karriere als Werbemodel. Sie wurde Zweite beim Miss India-Wettbewerb und gewann 1970 Miss Asia Quest. Im darauf folgenden Jahr hatte sie ihr Filmdebüt in Hulchul und ihre erste große Rolle in Dev Anands Haré Rama Haré Krishna, wo sie die emanzipierte Hippie-Frau Janice spielte. Der Film gewann ihr einen Filmfare Award als beste Nebendarstellerin und definierte ihr Image als westliche, freie Frau. Mit Anand arbeitete sie in den 1970er Jahren noch mehrmals zusammen.
In ihrer Rolle in Yaadon Ki Baraat (1973) verkörperte sie Modernität durch das Brechen von Moralcodes, die in früheren Liebesgeschichten in Filmmelodramen als „kontrollierte weibliche Sexualität“ fixiert wurden. Der Film führte zudem mit der „amerikanisierten“ Rolle von Zeenat Aman westliche Disco-Musik in den Hindi-Film ein. Jenes neue Frauenimage wurde auch von anderen Darstellerinnen adaptiert, erhielt jedoch eine Negativkonnotation u. a. durch Parveen Babi Darstellung einer Gangsterbraut in Deewar (1975). 1978 benutzte Raj Kapoor Amans Image und Sex-Appeal in seinem Film Satyam Shivam Sundaram, der die Korrumpierung religiöser Symbole im Gegenwartsleben stigmatisiert.
Ende der 1970er, Anfang der 1980er Jahre trat Zeenat Aman an der Seite der Haupthelden in den kommerziell sehr erfolgreichen Filmen Dharam Veer (1977), Don (1978), Abdullah (1980), Insaaf Ka Tarazu (1980), Qurbani (1980) und Lawaris (1981) auf. Eine Hauptrolle hatte sie auch in der sowjetisch-indischen Koproduktion Ali Baba und die 40 Räuber (1980).
1989 endete ihre Filmarbeit. Seit 1999, nach dem Tod ihres Mannes, tritt Zeenat Aman wieder sporadisch in Filmen auf.

## Filmografie (Auswahl)
- 1971: Hulchul
- 1971: Haré Rama Haré Krishna
- 1971: Hangama
- 1973: Dhund
- 1973: Heera Panna
- 1973: Yaadon Ki Baraat
- 1974: Ajnabi
- 1974: Ishq Ishq Ishq
- 1974: Manoranjan
- 1974: Prem Shastra
- 1974: Roti Kapda Aur Makaan
- 1975: Chori Mera Kaam
- 1975: Warrant
- 1976: Deewangee
- 1977: Ashiq Hoon Baharon Ka
- 1977: Chhaila Babu
- 1977: Darling Darling
- 1977: Dharam Veer
- 1977: Hum Kisi Se Kum Nahin
- 1977: Kalabaaz
- 1977: Paapi
- 1978: Chor Ke Ghar Chor
- 1978: Heeralal Pannalal
- 1978: Shalimaar
- 1978: Don
- 1978: Satyam Shivam Sundaram
- 1979: The Great Gambler
- 1980: Abdullah
- 1980: Bombay 405 Miles
- 1980: Chalis Chor
- 1980: Ram Balram
- 1980: Takkar
- 1980: Insaaf Ka Tarazu
- 1980: Dostana
- 1980: Qurbani
- 1980: Ali Baba und die 40 Räuber (Alibaba Aur Chalis Chor)
- 1981: Qatilon Ke Qatil
- 1981: Krodhi
- 1981: Lawaris
- 1981: Professor Pyarelal
- 1981: Gopichand Jasoos
- 1981: Vakil Babu
- 1981: Daulat
- 1982: Ashanti
- 1982: Jaanwar
- 1982: Pyaas
- 1982: Samrat
- 1982: Teesri Aankh
- 1983: Humse Hai Zamana
- 1983: Mahaan
- 1983: Pukar
- 1983: Taqdeer
- 1983: Bandhan Kachche Dhaagon Ka
- 1983: Namumkin
- 1984: Jagir
- 1984: Meri Adalat
- 1984: Pakhandi
- 1984: Sohni Mahiwal
- 1984: Yeh Desh
- 1985: Amir Admi Ghareeb Admi
- 1985: Bhawani Junction
- 1985: Yaadon Ki Kasam
- 1985: Yaar Kasam
- 1985: Haathon Ki Lakeeren
- 1986: Aurat
- 1986: Baat Ban Jaye
- 1987: Daku Hasina
- 1989: Gawahi
- 1989: Tujhe Nahin Chhodunga
- 1999: Bhopal Express
- 2003: Boom
- 2006: Jaana: Lets Fall in Love
- 2007: Sirf Romance: Love by Chance